# Красиков, Леонид Николаевич
Красиков Леонид Николаевич (4 апреля 1905, Санкт-Петербург, Российская империя — 3 декабря 1937, Ленинград, СССР) — инженер-электромеханик, кавалер ордена Красного Знамени, самый молодой директор завода в СССР.

## Биография
Леонид Николаевич Красиков родился 4 апреля 1905 года в Санкт-Петербурге в семье рабочего. С 1916 года по окончании 3-х классного городского училища работал курьером, продавцом, грузчиком, слесарем. В 1917 году осиротел, остался с двумя младшими братьями. В 1922 году поступил учеником на электромеханический завод им. Кулакова. С 1925 году — член РКП(б). С конца 20-х годов — помощник директора завода «Электроприбор». Без отрыва от производства получил среднее образование — окончил в 1931 году рабфак при Ленинградском политехническом институте и стал студентом этого вуза. В этом же году назначен директором завода «Электроприбор».
Газеты того времени писали, что Л. Н. Красиков стал самым молодым директором завода в СССР.
Совмещая учебу с работой, Красиков с отличием окончил электромеханический факультет ЛПИ по специальности «Электроизмерительная техника». В 1934 году в течение трех месяцев находился в научной командировке в США. Награжден орденом «Красного Знамени». 26.05.1937 года арестован, приговорен (ВК ВС СССР, 3.12.1937 г., ст. 58-7,8,11) к высшей мере наказания. Приговор приведен в исполнение в тот же день.
Полностью реабилитирован в 1957 году.